# 椋田昌夫
椋田 昌夫（むくだ まさお、1946年11月24日 - ）は、日本の実業家。広島電鉄代表取締役会長、日本民営鉄道協会副会長、日本バス協会副会長、広島商工会議所副会頭。

## 人物・経歴
広島県出身。広島県立広高等学校を経て、1969年広島大学政経学部卒業、広島電鉄入社。2003年取締役に昇格。2010年専務。2013年、社内で対立していた元国土交通省大臣官房参事官の越智秀信代表取締役社長を解任し、後任の代表取締役社長に就任した。日本民営鉄道協会副会長や、日本バス協会副会長も務めた。2019年広島商工会議所副会頭。
2024年6月27日付で、広電社長に専務の仮井康裕が就任し、椋田は同社の代表取締役会長に就いた。11年ぶりの社長交代となる。